# دوناوشتات
دوناوشتات (به آلمانی: Donaustadt) یا شهر دانوب بیست ‌و دومین منطقهٔ مسکونی وین واقع در اتریش است. دوناوشتات ۱۴۸٬۹۸۰ نفر جمعیت دارد و در شرق وین واقع است.